# Eremopoa
Eremopoa és un gènere de plantes de la família de les poàcies, ordre de les poals, subclasse de les commelínides, classe de les liliòpsides, divisió dels magnoliofitins.

## Taxonomia
- Eremopoa altaica (Trin.) Roshev.
  - Eremopoa altaica subsp. altaica
  - Eremopoa altaica subsp. oxyglumis (Boiss.) Tzvelev
  - Eremopoa altaica subsp. songarica (Schrenk) Tzvelev
- Eremopoa attalica H. Scholz
- Eremopoa bellula (Regel) Roshev.
- Eremopoa capillaris R.R. Mill
- Eremopoa glareosa Gamajun. ex Pavlov
- Eremopoa mardinensis R.R. Mill
- Eremopoa medica H. Scholz
- Eremopoa multiradiata (Trautv.) Roshev.
- Eremopoa nephelochloides Roshev.
- Eremopoa oxyglumis (Boiss.) Roshev.
- Eremopoa persica (Trin.) Roshev.
  - Eremopoa persica subsp. multiradiata (Trautv.) Tzvelev
    - Eremopoa persica var. nephelochloides Roshev.
    - Eremopoa persica var. oxyglumis (Boiss.) Grossh.
    - Eremopoa persica var. persica
    - Eremopoa persica var. songarica (Schrenk) Bor
    - Eremopoa persica var. typica Grossh.
- Eremopoa songarica (Schrenk) Roshev.